# Folkdräkter från Härjedalen
Härjedalska folkdräkter är svenska folkdräkter från Härjedalen. Härjedalen har 16 dräkter, 10 kvinnodräkter och 6 mandräkter. Detta inkluderar två samedräkter, en kvinnodräkt och en mansdräkt.
I tabellen nedan ses en förteckning över de 16 härjedalska folkdräkterna. I tabellen ses var dräkten kommer ifrån, om det är en kvinno- eller mansdräkt, om den är dokumenterad, rekonstruerad eller komponerad, när den återupptogs i bruk, om det finns varianter samt ytterplagg. Tabellen bygger på Ulla Centergrans inventering av folkdräkter i Sverige 1988-1993, som publicerades i bokform av Nämnden för hemslöjdsfrågor och LRF:s kulturråd 1993. Syftet var att underlätta för den som ville skaffa sig en egen dräkt att lättare få en överblick över de som fanns.
| Dräkt                            | Kön    | Ursprung      | Återupptogs | Finns varianter | Finns ytterplagg | Källa |
| Glöte-Linsell                    | Kvinna | Komponerad    | 1934        |                 |                  | [ 1 ] |
| Hede                             | Kvinna | Komponerad    | 1934        |                 |                  | [ 1 ] |
| Hede vardagsdräkt                | Kvinna | Rekonstruerad | 1976        |                 |                  | [ 1 ] |
| Hede vardagsdräkt                | Man    | Rekonstruerad | 1976        |                 |                  | [ 1 ] |
| Lillhärdal                       | Kvinna | Rekonstruerad | 1934        |                 |                  | [ 1 ] |
| Lillhärdal                       | Man    | Rekonstruerad | 1934        |                 |                  | [ 1 ] |
| Ljungdalen                       | Man    | Komponerad    | 1966        |                 |                  | [ 1 ] |
| Storsjö                          | Kvinna | Komponerad    | 1934        |                 |                  | [ 1 ] |
| Sveg-Ytterberg                   | Kvinna | Rekonstruerad | 1975        |                 |                  | [ 1 ] |
| Sveg-Ytterberg                   | Man    | Rekonstruerad | 1975        |                 |                  | [ 1 ] |
| Älvros                           | Kvinna | Rekonstruerad | 1930-talet  |                 |                  | [ 1 ] |
| Överhogsdal                      | Kvinna | Komponerad    | 1934        |                 |                  | [ 1 ] |
| Härjedalsdräkt (hela landskapet) | Kvinna | Komponerad    | 1934        |                 |                  | [ 1 ] |
| Härjedalsdräkt (hela landskapet) | Man    | Komponerad    | 1934        |                 |                  | [ 1 ] |
| Härjedalen samedräkt             | Kvinna | Dokumenterad  |             |                 |                  | [ 1 ] |
| Härjedalen samedräkt             | Man    | Dokumenterad  |             |                 |                  | [ 1 ] |